# Ватутіно (Нестеровський район)
Ватутіне (рос. Ватутино, нім. Tutschen) — селище Нестеровського району, Калінінградської області Росії. Входить до складу Ілюшинського сільського поселення.
Населення —  203 особи (2015 рік).

## Населення
| 2002 | 2010 |
| ---- | ---- |
| 162  | ↗203 |